# Куничник
Куничник (Calamagrostis) — рід однодольних рослин родини тонконогових (злакових, Poaceae).
Рід містить 291 вид (див. Список видів роду куничник) багаторічних сухолюбивих злаків, що ростуть переважно в помірних районах північної півкулі та інтродуковані до багатьох інших регіонів.